# Bernard Drainville
Pour les articles homonymes, voir Drainville.
Bernard Drainville, né le 6 juin 1963 à La Visitation-de-l'Île-Dupas, est un journaliste, animateur de radio et homme politique québécois.
Entre 1989 et 2007, il mène une carrière journalistique auprès de la Société Radio-Canada où il occupe les rôles de correspondant international et parlementaire ainsi que d'animateur d'émissions d'affaires publiques. Il fait ensuite le saut en politique avec le Parti québécois aux élections générales de 2007. Il siège comme député de Marie-Victorin à l'Assemblée nationale jusqu'en 2016. Ministre dans le gouvernement Marois, il est le défendeur de la controversée Charte des valeurs québécoises. Il démissionne en 2016 pour devenir animateur de radio, avant d'annoncer son retour en politique dans le cadre des élections de 2022 sous la bannière de la Coalition avenir Québec. Il est élu député de Lévis et obtient le poste de ministre de l'Éducation.

## Biographie

### Jeunesse et études
Né le 6 juin 1963 à La Visitation-de-l'Île-Dupas, entre Berthierville et Sorel-Tracy, Bernard Drainville obtient, après ses études secondaires au Collège Champagneur de Rawdon (Clercs de St-Viateur), un baccalauréat en sciences politiques à l'Université d'Ottawa, puis sa maîtrise en relations internationales à la London School of Economics en 1988. La même année, il reçoit une bourse du Commonwealth.

### Carrière journalistique
Il entreprend sa carrière de journaliste à Radio-Canada en 1989 à la radio de Windsor. Il intègre l'équipe du journal télévisé régional de Montréal, pour qui il couvre la scène politique municipale. La qualité de son travail lui mérite le prix Judith-Jasmin en 1997 après qu'il a révélé le financement irrégulier de la formation politique du maire de Montréal, Pierre Bourque. Il devient ensuite correspondant parlementaire de Radio-Canada à Ottawa, où il couvre le gouvernement de Jean Chrétien. Il accompagne le premier ministre canadien dans plusieurs périples à l'étranger.
En 2001, il devient le correspondant de Radio-Canada en Amérique latine. Basé à Mexico, il interviewe les présidents Efraín Ríos Montt (Guatemala), Hugo Chávez (Venezuela) et Enrique Bolanos (Nicaragua). Il constate aussi la pauvreté et l'oppression quotidienne, qu'il présente en ondes aux téléspectateurs. À titre de journaliste, sa sécurité est menacée à quelques reprises. À une occasion, il est arrêté par des policiers mexicains corrompus et pris à partie par une foule hostile. Il est finalement relâché après une intervention du bureau de la présidence mexicaine.
Il se rend en Colombie pour rapporter les faits sur le massacre de Bojayá (en) en 2002. Lors de ce voyage, un guide-interprète le mène à un village contrôlé par les FARC qui vont le détenir avant de le relâcher avec son équipe. Il se rendra également dans la région de Medellin interviewer des combattants paramilitaires membres des AUC.
En raison de restrictions budgétaires au service de l'information, il est rapatrié à Montréal. On lui confie l'émission quotidienne la Part des choses au Réseau de l'information (RDI), en remplacement de l'émission de Pierre Maisonneuve. Dans ce rendez-vous, il reçoit des acteurs de l'actualité qu'il interroge sans complaisance; en plus de donner la parole à ses téléspectateurs.
En novembre 2003, il critique publiquement, en compagnie de ses collègues Paule Robitaille et Jean-Michel Leprince, la décision de Radio-Canada de fermer le bureau de Mexico, une décision qui privera le public d'une information sur « la plus grande partie du continent, notre continent, largement négligé de tous les médias du monde occidental. ». En 2005, il anime le débat des chefs entre les candidats à la mairie de Montréal, Gérald Tremblay et Pierre Bourque.

### Carrière politique

#### Annonce et réactions à sa candidature
Le 7 février 2007, six mois à peine après sa nomination à titre de chef du bureau de Radio-Canada à l'Assemblée nationale du Québec, Bernard Drainville annonce qu'il met sa carrière journalistique en hiatus et demande un congé sans solde de Radio-Canada pour entreprendre une carrière politique sous la bannière du Parti québécois.
Lors de la conférence de presse qui suivit sa décision de se présenter dans la circonscription de Marie-Victorin à Longueuil, il confirme avoir été approché par l'ancien premier ministre Jacques Parizeau.
Certains médias et commentateurs politiques souligneront la possibilité d'un manque à l'éthique journalistique étant donné qu'il aurait fait un certain nombre d'entrevues avec d'autres partis politiques peu avant sa décision. En outre, quelques jours avant d'annoncer sa candidature au Parti québécois, il recevait en entrevue le chef de ce parti, André Boisclair. Toutefois, il se défendra, durant une conférence de presse, d'avoir fait objectivement son métier et d'avoir pris la décision de se porter candidat à la suite d'une seconde offre survenue après l'entrevue avec André Boisclair.
Pour plusieurs,, il s'agit d'une tempête dans un verre d'eau puisque la colère entourant sa candidature est perçue davantage comme une certaine jalousie de la part des adversaires politiques plutôt qu'un réel manque à l'éthique.

#### Début de mandat et crise au Parti québécois

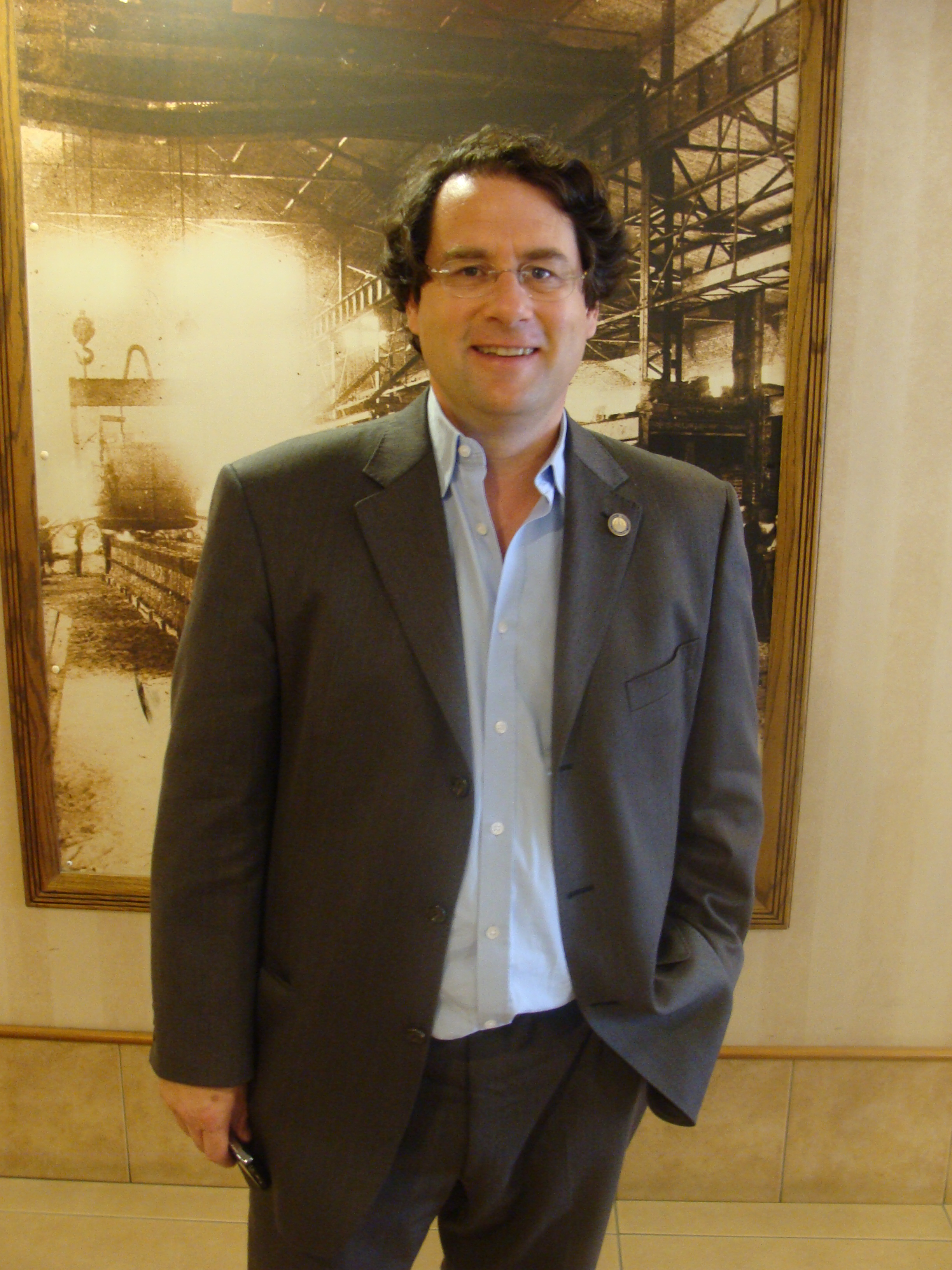
Bernard Drainville en 2010.

Il est élu député à l'élection générale du 26 mars 2007.
Même s'il est à ses premières heures en politique, Drainville a été évoqué comme une possible solution de rechange à André Boisclair. Toutefois, après la démission de Boisclair, le 8 mai 2007, Bernard Drainville ne tarde pas à appuyer la candidature de Pauline Marois lors de cette course à la direction.
Au début de l'été 2011, après la crise qui éclate au sein du Parti québécois et qui voit quatre députés (Pierre Curzi, Lisette Lapointe, Louise Beaudoin et Jean-Martin Aussant) démissionner du caucus, le nom de Bernard Drainville circule parmi les candidats putatifs pour remplacer Pauline Marois, dont le leadership sort très affaibli par cette crise.
Quelques semaines plus tard, il annonce sur son site Web qu'il lance une consultation citoyenne pour rapprocher son parti des Québécois. Selon lui, « le PQ doit changer ou mourir ». Le 25 août 2011, les résultats de cette consultation sont publiés sur son site Web, sous le titre « 10 idées pour redonner confiance aux citoyens ». Depuis ce temps, Bernard Drainville s'est fait le porte-parole d'une grande réforme démocratique, condition sine qua non, selon lui, pour que les Québécois reprennent confiance dans la politique.
À l'automne 2011, la crise s'est accentuée au sein du Parti québécois. Le leadership de Pauline Marois étant d'autant plus fragile, le nom de Bernard Drainville a abondamment circulé dans les médias comme futur candidat à la chefferie du PQ.

#### Ministre responsable des Institutions démocratiques et de la Participation citoyenne
Réélu pour un troisième mandat lors de l'élection générale du 4 septembre 2012, Bernard Drainville est nommé ministre responsable des Institutions démocratiques et de la Participation citoyenne et président du Comité sur l'identité dans le gouvernement de Pauline Marois. Dans les mois qui suivent son assermentation, il dépose trois projets de loi visant à rétablir le lien de confiance entre la population québécoise et la classe politique. Ces réformes se retrouvent dans le texte « 10 idées pour redonner confiance aux citoyens », publié en août 2011 à la suite de la consultation citoyenne qu'il avait engagée.
Dès le début des travaux de la 40e législature, Drainville dépose le projet de loi 2, modifiant la Loi électorale afin de réduire la limite des contributions par électeur, de diminuer le plafond des dépenses électorales et de rehausser le financement public des partis politiques du Québec est venu changer de façon importante le financement politique au Québec. En adoptant un financement essentiellement public, le gouvernement du Parti québécois a voulu mettre un terme au stratagème des prête-noms qui avait pour but de contourner la Loi de René Lévesque sur le financement des partis politiques adoptée en 1977, ainsi qu’à l’influence des collecteurs de fonds sur le système démocratique. Bien que ce nouveau modèle de financement des partis politiques soit essentiellement public, il demeure permis pour un électeur de contribuer à hauteur de 100 $ à la caisse d’un parti politique québécois. Le projet de loi est adopté à l'unanimité le 6 décembre 2012.
Le ministre dépose également le projet de Loi 3, qui prévoit la tenue des prochaines élections québécoises à date fixe. En mettant de l’avant cette réforme majeure des institutions démocratiques, Bernard Drainville a indiqué à plusieurs occasions vouloir mettre fin au pouvoir arbitraire du premier ministre de décider de la date des élections, question de «redonner au peuple l’appel aux urnes». Le projet de Loi 3 est adopté à l'unanimité par l'Assemblée nationale le 14 juin 2013.
Enfin, considérant que le niveau de participation au processus électoral des jeunes de 18 à 25 ans est des plus préoccupantes étant donné le plus faible taux de participation de ce groupe,, Drainville dépose le projet de loi 13 afin d'accroître la participation démocratique des jeunes Québécois. En permettant aux étudiants des cégeps, des universités et des centres de formation professionnelle de voter directement sur leur campus, le gouvernement du Parti québécois espère favoriser de façon significative de taux de participation électorale des jeunes. On estime à plus de 450 000, le nombre de jeunes Québécois qui pourront se prévaloir de cette nouvelle possibilité lors de la prochaine élection générale. Le projet de loi a été adopté à l'unanimité le 23 avril 2013.

#### Charte des valeurs québécoises

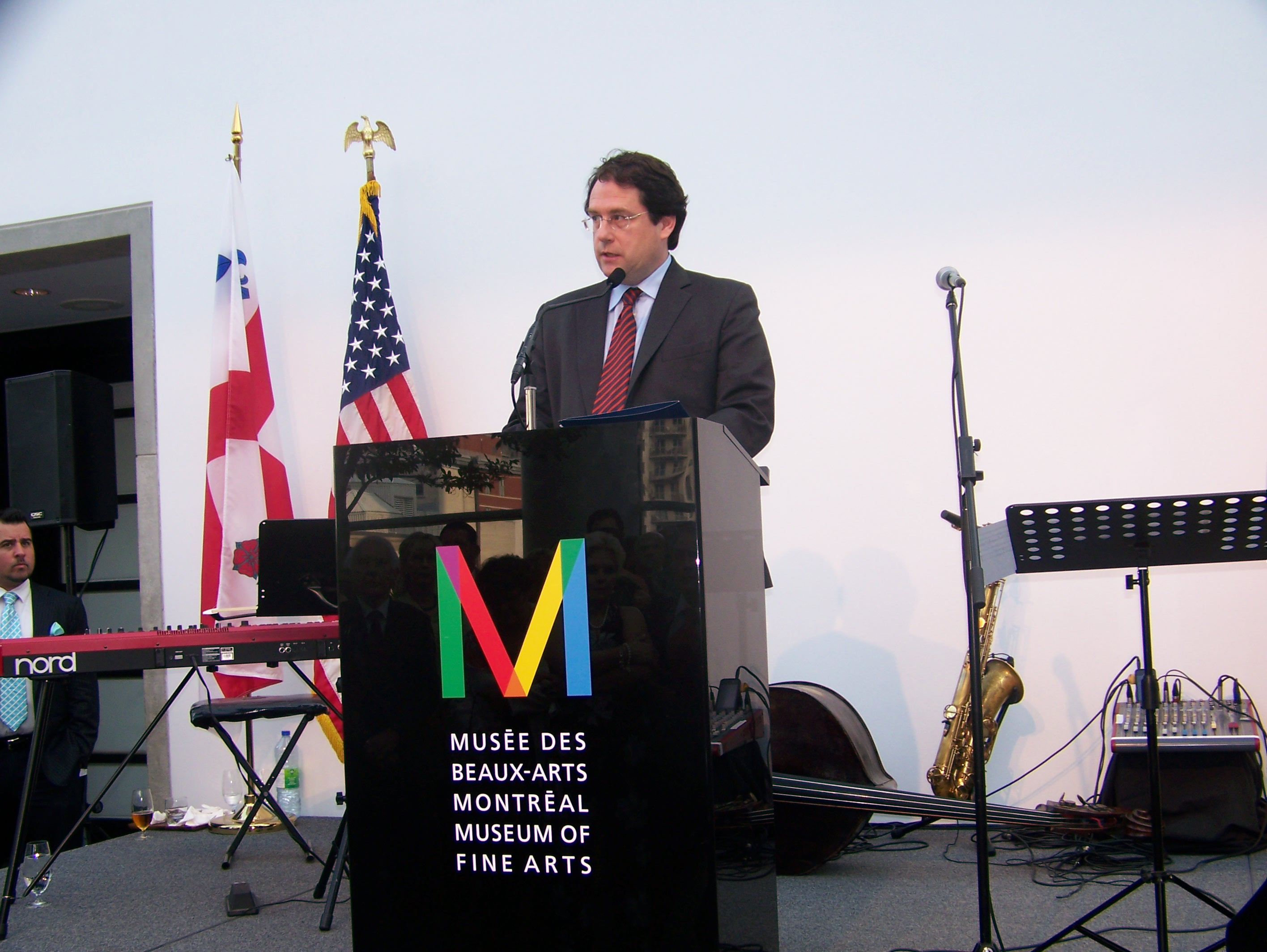
Discours de Bernard Drainville en 2013.

À l'automne 2013, Bernard Drainville est chargé par la première ministre de piloter un projet de Loi sur la laïcité de l’État et sur l’encadrement des demandes d’accommodements religieux, conformément aux engagements électoraux du Parti québécois. Le 10 septembre 2013, il dépose les propositions gouvernementales en matière de neutralité religieuse de l’État et d’encadrement des accommodements religieux. Il lance une vaste campagne de consultation sur les propositions gouvernementales par le biais d'Internet à laquelle participent plus de 26 000 citoyens. Parmi les personnes qui ont communiqué leur avis dans le cadre de l'appel à commentaires, 47 % se sont prononcés en faveur du projet sans modification, alors que 21 % ont suggéré des changements au projet initial du gouvernement,.
Le 7 novembre, Drainville dépose le projet de loi 60. Intitulé Charte affirmant les valeurs de laïcité et de neutralité religieuse de l’État ainsi que d’égalité entre les femmes et les hommes et encadrant les demandes d’accommodement, le projet de loi est conforme aux orientations du gouvernement. Il prévoit en outre que tous les organismes publics québécois devront faire preuve de neutralité en matière religieuse et refléter le caractère laïque de l'État. Il interdit notamment aux employés de l'État de porter tout « objet marquant ostensiblement une appartenance religieuse » et précise un cadre d'analyse pour juger des demandes d’accommodements religieux.
Drainville est réélu lors des élections générales québécoises de 2014. Dans l'opposition officielle, il occupe le poste de porte-parole en ressources naturelles et de développement nordique, et celui de critique en matière d'éthique et d'intégrité . Il a participé à la course à la direction du Parti québécois de 2015, s'est qualifié en signatures et en argent, puis s'est désisté le 22 avril 2015. Le 13 juin 2016, peu après le début de la course à la direction du Parti québécois de 2016, il remet sa démission en tant que député et devient coanimateur de radio.

#### Un intermède de six ans à la radio
Le 14 juin 2016, on annonce que Bernard Drainville amorce une nouvelle carrière d'animateur radio. Dès le 15 août 2016, Drainville se joint à Éric Duhaime remplaçant Nathalie Normandeau à la coanimation de l'émission du midi sur les ondes du FM-93 à Québec. Un an plus tard, presque jour pour jour, on annonce en grande pompe qu'il sera le successeur de Benoît Dutrizac sur les ondes du 98.5 FM dans la case horaire du midi. Il est aussi collaborateur à l'émission matinale Puisqu'il faut se lever, animé par Paul Arcand ou il analyse l'actualité politique. Le 3 juin 2022, Bernard Drainville démissionne de son emploi d'animateur radio chez Cogeco pour revenir à la vie politique.

#### Retour en politique
Le 3 juin 2022, Bernard Drainville démissionne de son emploi d'animateur radio chez Cogeco et les médias annoncent qu'il se présentera comme candidat à l'élection provinciale 2022 sous la bannière de la Coalition avenir Québec dans la circonscription de Lévis. Il prend notamment la défense du 3e lien. Il est élu et prête serment le 18 octobre 2022 en tant que député, et le 20 octobre 2022 en tant que ministre de l’éducation,.

## Résultats électoraux
|                                                                                               | Nom                          | Parti            | Nombre de voix | %      | Maj.   |
| --------------------------------------------------------------------------------------------- | ---------------------------- | ---------------- | -------------- | ------ | ------ |
|                                                                                               | Bernard Drainville           | Coalition avenir | 18 051         | 48,8 % | 10 374 |
|                                                                                               | Karine Laflamme              | Conservateur     | 7 677          | 20,8 % | -      |
|                                                                                               | Pierre-Gilles Morel          | Parti québécois  | 4 775          | 12,9 % | -      |
|                                                                                               | Valérie Cayouette-Guilloteau | Québec solidaire | 4 244          | 11,5 % | -      |
|                                                                                               | Richard Garon                | Libéral          | 1 899          | 5,1 %  | -      |
|                                                                                               | Mehdi Lahlou                 | Vert             | 213            | 0,6 %  | -      |
|                                                                                               | André Voyer                  | Climat Québec    | 138            | 0,4 %  | -      |
| Total                                                                                         | Total                        | Total            | 36 997         | 100 %  |        |
| Le taux de participation lors de l'élection était de 73,7 % et 511 bulletins ont été rejetés. |                              |                  |                |        |        |

## Vie privée
Drainville est impliqué, bien malgré lui, dans une controverse au sujet de son mariage, célébré le 9 août 2000. Dans une entrevue qu'il accorde à l'écrivain et biographe Georges-Hébert Germain, publiée dans Le Devoir du 4 novembre, le chanteur Jean-Pierre Ferland s'étonne que personne n'ait pris publiquement sa défense lorsqu'un journal à sensation a publié une photo de lui chantant au mariage d'un associé de Maurice « mom » Boucher, le chef des Hells Angels au Québec, surtout qu'il a aussi chanté au mariage de Drainville le même soir. Dans une réplique au Devoir, publiée le mardi suivant, Drainville confirme que Jean-Pierre Ferland avait chanté à son mariage, ajoutant que le chanteur populaire acceptait d'aller chanter aux mariages des gens de sa région qui le lui demandaient. Il a gardé le silence pendant trois mois afin de protéger sa vie privée et celle de ses proches.